# Bogdašić
Bogdašić je naselje u Republici Hrvatskoj u Požeško-slavonskoj županiji, u sastavu općine Brestovac.

## Zemljopis
Bogdašić je smješten oko 25 km sjeverozapadno od Brestovca, na obrnocima planine Gradine istočno od ceste Kamenska - Voćin.

## Stanovništvo
Prema popisa stanovništva iz 2011. godine Bogdašić nije imao stanovnika.
| broj stanovnika | 116   | 161   | 154   | 178   | 200   | 210   | 188   | 226   | 112   | 122   | 92    | 38    | 17    | 9     |       |       |       |
|                 | 1857. | 1869. | 1880. | 1890. | 1900. | 1910. | 1921. | 1931. | 1948. | 1953. | 1961. | 1971. | 1981. | 1991. | 2001. | 2011. | 2021. |